# エリー・サマハ
エリー・サマハ（Elie Samaha、1955年5月10日 - ）は、アメリカ合衆国の映画プロデューサー。レバノンザーレ出身。

## 作品
- エクスポーズ 暗闇の迷宮 Exposed (2016)
- 消えた天使
- トリスタンとイゾルデ
- 隣のヒットマンズ　全弾発射
- セイブ・ザ・ワールド
- ザ・ボディガード
- あなたにも書ける恋愛小説
- バリスティック
- 撃鉄 GEKITETZ ワルシャワの標的
- 奪還 DAKKAN -アルカトラズ-
- フィアー・ドット・コム
- エンジェル・アイズ
- 容疑者
- プレッジ
- ザ・プロフェッショナル
- ケイブマン
- ドリヴン
- 彼女を見ればわかること
- 隣のヒットマン
- 処刑人
- アート・オブ・ウォー
- 追撃者
- 赤い標的　THE BREAK UP
- バトルフィールド・アース
- ザ・メイカー
- フル・ブラント
- フリーマネー
- ピースキーパー
- 同居人　背中の微かな笑い声
- フランキー・ザ・フライ